# Bay City (Wisconsin)
Bay City – wieś w Stanach Zjednoczonych, w stanie Wisconsin, w hrabstwie Pierce.